# Сухой Ключ (приток Сараны)
Сухой Ключ — река в России, протекает в Красноуфимском округе Свердловской области. Правый приток реки Сараны.

## География
Река Сухой Ключ берёт начало восточнее посёлка Ненастье. Течёт на восток через леса. Впадает в Сарану у посёлка Пудлинговый. Устье реки находится в 28 км по правому берегу реки Сараны. Длина реки составляет 10 км.

## Данные водного реестра
По данным государственного водного реестра России относится к Камскому бассейновому округу, водохозяйственный участок реки — Уфа от Нязепетровского гидроузла до Павловского гидроузла, без реки Ай, речной подбассейн реки — Белая. Речной бассейн реки — Кама.
Код объекта в государственном водном реестре — 10010201112111100021374.